# يوجين هيوز
يوجين هيوز (بالإنجليزية: Eugene Hughes)‏ هو لاعب سنوكر أيرلندي، ولد في 4 نوفمبر 1955.